# Clasificación para la Copa Asiática 1976
La Clasificación para la Copa Asiática 1976 fue la fase previa para definir a los clasificados a la fase final del torneo a jugarse en Irán.

## Participantes
| Grupo 1                                                      | Grupo 2                                                                 | Grupo 3                                                                             | Grupo 4                                                                                                 |
| ------------------------------------------------------------ | ----------------------------------------------------------------------- | ----------------------------------------------------------------------------------- | --- |
| Baréin* Irán** Kuwait Líbano* Pakistán* Yemen del Sur Siria* | Bangladés* Afganistán India* Irak Jordania* Nepal* Catar Arabia Saudita | Brunéi Birmania* Hong Kong Indonesia*** Malasia*** Singapur Sri Lanka* Tailandia*** | Israel***** Japón**** República Jemer* Laos* Filipinas* China Taipéi***** Corea del Sur Vietnam del Sur |

- * Abandonó el torneo.
- ** Clasificado como organizador.
- *** Fue movido al Grupo 4.
- **** Fue movido al Grupo 3.
- ***** Expulsado.
- China y  Corea del Norte más tarde fueron ubicados en el Grupo 3.

## Grupo 1
Kuwait y Yemen del Sur clasificaron al torneo luego de que todos sus rivales abandonaran la eliminatoria.

## Grupo 2
Los partidos se jugaron en Bagdad, Irak.
| País           | Pts | J | G | E | P | GF | GA | GD  |
| -------------- | --- | - | - | - | - | -- | -- | --- |
| Irak           | 11  | 6 | 5 | 1 | 0 | 14 | 3  | +11 |
| Arabia Saudita | 7   | 6 | 3 | 1 | 2 | 12 | 5  | +7  |
| Catar          | 5   | 6 | 2 | 1 | 3 | 5  | 8  | –3  |
| Afganistán     | 1   | 6 | 0 | 1 | 5 | 3  | 18 | –15 |

| Equipo 1       | Resultado | Equipo 2       |
| -------------- | --------- | -------------- |
| Irak           | 1-0       | Catar          |
| Arabia Saudita | 2-0       | Afganistán     |
| Afganistán     | 0-4       | Irak           |
| Arabia Saudita | 2-1       | Catar          |
| Irak           | 1-1       | Arabia Saudita |
| Catar          | 2-1       | Afganistán     |
| Afganistán     | 0-6       | Arabia Saudita |
| Catar          | 0-3       | Irak           |
| Afganistán     | 1-1       | Catar          |
| Arabia Saudita | 1-2       | Irak           |
| Irak           | 3-1       | Afganistán     |
| Catar          | 1-0       | Arabia Saudita |

## Grupo 3
Los partidos se jugaron en Hong Kong en el Estadio Hong Kong.

### Grupo A
| País      | Pts | J | G | E | P | GF | GA | GD  |
| --------- | --- | - | - | - | - | -- | -- | --- |
| China     | 4   | 2 | 2 | 0 | 0 | 11 | 1  | +10 |
| Hong Kong | 2   | 2 | 1 | 0 | 1 | 3  | 1  | +2  |
| Brunéi    | 0   | 2 | 0 | 0 | 2 | 1  | 13 | –12 |

| Equipo 1  | Resultado | Equipo 2  |
| --------- | --------- | --------- |
| China     | 10-1      | Brunéi    |
| Brunéi    | 0-3       | Hong Kong |
| Hong Kong | 0-1       | China     |

### Grupo B
| País            | Pts | J | G | E | P | GF | GA | GD |
| --------------- | --- | - | - | - | - | -- | -- | -- |
| Corea del Norte | 4   | 2 | 2 | 0 | 0 | 2  | 0  | +2 |
| Japón           | 2   | 2 | 1 | 0 | 1 | 2  | 2  | 0  |
| Singapur        | 0   | 2 | 0 | 0 | 2 | 1  | 3  | –2 |

| Equipo 1        | Resultado | Equipo 2        |
| --------------- | --------- | --------------- |
| Corea del Norte | 1-0       | Japón           |
| Singapur        | 0-1       | Corea del Norte |
| Japón           | 2-1       | Singapur        |

### Fase Final
|  | Semifinales                    | Semifinales                    |   |                                | Final                          | Final |  |
|  |                                |                                |   |                                |                                |       |  |
|  |                                |                                |   |                                |                                |       |  |
|  | Hong Kong, 23 de junio de 1975 |                                |   |                                |                                |       |  |
|  | Japón                          | 1                              |   |                                |                                |       |  |
|  | China                          | 2                              |   |                                |                                |       |  |
|  |                                |                                |   |                                |                                |       |  |
|  |                                |                                |   |                                | Hong Kong, 26 de junio de 1975 |       |  |
|  |                                |                                |   |                                | China                          | 0     |  |
|  |                                | Corea del Norte                | 2 |                                |                                |       |  |
|  |                                |                                |   |                                |                                |       |  |
|  |                                |                                |   |                                |                                |       |  |
|  |                                |                                |   |                                | Tercer lugar                   |       |  |
|  | Hong Kong, 24 de junio de 1975 | Hong Kong, 24 de junio de 1975 |   | Hong Kong, 26 de junio de 1975 | Hong Kong, 26 de junio de 1975 |       |  |
|  | Hong Kong                      | 3                              |   | Japón                          | 1                              |       |  |
|  | Corea del Norte (DP 10-11)     | 3                              |   |                                | Hong Kong                      | 0     |  |

- China y Corea del Norte avanzan a la Copa Asiática.

## Grupo 4
Los partidos se jugaron en Bangkok, Tailandia.
| País            | Pts | J | G | E | P | GF | GA | GD |
| --------------- | --- | - | - | - | - | -- | -- | -- |
| Malasia         | 7   | 4 | 3 | 1 | 0 | 6  | 1  | +5 |
| Tailandia       | 6   | 4 | 3 | 0 | 1 | 8  | 2  | +6 |
| Corea del Sur   | 4   | 4 | 2 | 0 | 2 | 3  | 3  | 0  |
| Indonesia       | 3   | 4 | 1 | 1 | 2 | 3  | 5  | –2 |
| Vietnam del Sur | 0   | 4 | 0 | 0 | 4 | 1  | 10 | –9 |

| Equipo 1        | Resultado | Equipo 2        |
| --------------- | --------- | --------------- |
| Tailandia       | 3-1       | Indonesia       |
| Malasia         | 2-1       | Corea del Sur   |
| Indonesia       | 2-1       | Vietnam del Sur |
| Tailandia       | 0-1       | Malasia         |
| Corea del Sur   | 1-0       | Vietnam del Sur |
| Malasia         | 0-0       | Indonesia       |
| Vietnam del Sur | 0-4       | Tailandia       |
| Corea del Sur   | 1-0       | Indonesia       |
| Vietnam del Sur | 0-3       | Malasia         |
| Tailandia       | 1-0       | Corea del Sur   |